# 冪定律
冪定律或称幂法则（英語：Power law）是一種多項式關係。遵守這關係的多項式，會展現出標度不變性的性質。最普通的，表達兩個變量之間關係的冪定律，其形式為
{\displaystyle f(x)=ax^{k}+o(x^{k})\,\!}；
其中，{\displaystyle a\,\!}與{\displaystyle k\,\!}都是常數，{\displaystyle o(x^{k})\,\!}是{\displaystyle x\,\!}的一個漸近微小函數。

## 冪律函數的例子
- 心理物理學的司蒂芬定律（英语：Stevens' power law）
- 史蒂芬-波茲曼定律
- 描述應力及應變的兰贝格-奥斯古德关系
- 牛頓萬有引力定律的平方反比定律和靜電學
- 電位勢和重力位
- 范德华力的模型
- 簡諧運動的力和位能
- 克卜勒定律
- 初始質量函數
- 關於光的強度和電壓的伽瑪校正
- 齊夫定律